# Never Say Never (dal)
A Never Say Never Brandy amerikai énekesnő nyolcadik kislemeze a második, Never Say Never című stúdióalbumáról. Csak Németországban jelent meg, dupla A oldalas kislemezen a U Don’t Know Me (Like U Used To) című dallal.

## Számlista
CD maxi kislemez
1. Never Say Never (Jazz Animal Remix)
2. U Don’t Know Me (Like U Used To) (Remix featuring Shawnna & Da Brat) – 3:59
3. U Don’t Know Me (Like U Used To) (Album version) – 4:27
4. Never Say Never (Album version) – 5:09

12" maxi kislemez (USA)
1. U Don’t Know Me (Like U Used To) (Rodney Jerkins Remix) – 3:59 (feat. Da Brat, Shaunta)
2. U Don’t Know Me (Like U Used To) (Rodney Jerkins Remix Instrumental) – 5:31
3. U Don’t Know Me (Like U Used To) (Album version) – 4:27
4. U Don’t Know Me (Like U Used To) (Remix A Capella) – 4:45
5. Never Say Never (Jazz Animal Remix) – 4:25
6. Never Say Never (Jazz Animal Remix Instrumental) – 5:31
7. Never Say Never (Album version) – 5:09
8. Never Say Never (A Capella) – 5:29